# Hold Me, Thrill Me, Kiss Me, Kill Me
Hold Me, Thrill Me, Kiss Me, Kill Me – piosenka rockowej grupy U2, pochodząca ze ścieżki dźwiękowej filmu Batman Forever, wydanej w 1995 roku. Utwór zajął 2. miejsce na brytyjskiej liście Official Singles Chart Top 100. Piosenka, mająca glamrockowe brzmienie, stała się przebojem w Stanach Zjednoczonych, otrzymując nominację do MTV Movie Award.
Piosenka była grana podczas każdego koncertu będącego częścią trasy PopMart Tour (jako bis). Po długiej przerwie utwór powrócił do setlisty na trasie 360° Tour. Został tam zagrany na większości koncertów w 2010 i 2011 roku.

## Lista utworów
CD, kaseta magnetofonowa, 7”
1. „Hold Me, Thrill Me, Kiss Me, Kill Me” (wersja singlowa) – 4:47
2. „Themes from Batman Forever” (Elliot Goldenthal) – 3:39

CD (Japonia, Wielka Brytania, Niemcy)
1. „Hold Me, Thrill Me, Kiss Me, Kill Me” (wersja singlowa) – 4:47
2. „Themes from Batman Forever” (Elliot Goldenthal) – 3:39
3. „Tell Me Now” (Mazzy Star) – 4:17

CD (Stany Zjednoczone)*
1. „Hold Me, Thrill Me, Kiss Me, Kill Me” (wersja singlowa) – 4:47

* Płyta była dodatkiem do torby podarunkowej Batman Forever.

## Listy przebojów
| Kraj              | Lista                          | Pozycja |
| ----------------- | ------------------------------ | ------- |
| Australia         | Top 100 Singles Chart          | 1       |
| Austria           | Ö3 Austria Top 40              | 3       |
| Belgia            | Ultratop 50 Singles (Flandria) | 15      |
| Belgia            | Ultratop 50 Singles (Walonia)  | 4       |
| Kanada            | Top Singles                    | 3       |
| Holandia          | Single Top 100                 | 7       |
| Finlandia         | Suomen virallinen lista        | 4       |
| Francja           | Top Singles                    | 10      |
| Niemcy            | Top 100 Singles                | 8       |
| Irlandia          | Irish Singles Chart            | 1       |
| Nowa Zelandia     | Top 40 Singles Chart           | 1       |
| Norwegia          | VG-Lista                       | 1       |
| Szwecja           | Veckolista singlar             | 2       |
| Szwajcaria        | Singles Top 75                 | 5       |
| Wielka Brytania   | Official Singles Chart Top 100 | 2       |
| Stany Zjednoczone | Hot 100                        | 16      |

| Kraj              | Lista                 | Pozycja |
| ----------------- | --------------------- | ------- |
| Kanada            | RPM Alternative 30    | 1       |
| Stany Zjednoczone | Mainstream Rock Songs | 1       |
| Stany Zjednoczone | Alternative Songs     | 1       |
| Stany Zjednoczone | Top 40 Mainstream     | 23      |